# Semanário
O Semanário foi um jornal editado em Portugal, com periodicidade semanal, saindo às sextas-feiras. 
Foi criado em 1983 por Marcelo Rebelo de Sousa, Daniel Proença de Carvalho, José Miguel Júdice, João Lencastre, Victor Cunha Rego, João Amaral, entre outros.
O seu último director foi Paulo Gaião. Rui Teixeira Santos, foi o seu anterior director.
Em Outubro de 2009 foi anunciado o seu fecho.